# Бойся, враг, девятого сына
«Бойся, враг, девятого сына» — советский художественный фильм по мотивам казахских народных сказок.

## Сюжет
Табунщик Ержан и его восемь сыновей заколдованы злым волшебником Тасболом (чьё имя по-казахски означает «будь камнем»). На помощь спешит младший, девятый сын Ержана — Еркенже. Преодолев множество препятствий, с помощью музыки Еркенже побеждает.

## В ролях
- Кайрат Нуркадилов
- Гульжан Аспетова — Аккемпир
- Нурмухан Жантурин — Тасбол
- Лейла Джумалиева
- Жанна Куанышева — Кункей
- Булат Аюханов
- Димаш Ахимов — Каражал
- Ануарбек Молдабеков — генерал
- Амина Умурзакова — бабушка Еркенже
- Нуржуман Ихтымбаев
- Болат Абдилманов — Жомарт
- Марат Азимбаев
- Балтыбай Сейтмамутов
- Дарига Тлендиева

## Съёмочная группа
- Автор сценария: Ольга Бондаренко
- Режиссёры: Виктор Пусурманов, Виктор Чугунов
- Оператор: Ашрат Асхатов
- Композитор: Тимур Мынбаев

## Технические данные
- Производство: Казахфильм.
- Художественный фильм, цветной.
- Количество серий: 1

## Награды
- Почётный диплом МКФ «ФАДЖР» (Тегеран)